# Veliki Grđevac
Veliki Grđevac es un municipio de Croacia en el condado de Bjelovar-Bilogora.

## Geografía
Se encuentra a una altitud de 146 m s. n. m. a 110 km de la capital nacional, Zagreb.

## Demografía
En el censo 2011 el total de población del municipio fue de 2849 habitantes, distribuidos en las siguientes localidades:
- Cremušina - 1
- Donja Kovačica -  278
- Dražica -  163
- Gornja Kovačica -  290
- Mala Pisanica -  192
- Mali Grđevac -  6
- Pavlovac - 555
- Sibenik -  19
- Topolovica -  15
- Veliki Grđevac - 1 200
- Zrinska - 130

| Gráfica de población de Veliki Grđevac 1857-2011                    |
|                                                                     |
| Según los censos de población de la oficina estadística de Croacia. |